# Dody Wood
Darin Michael „Dody“ Wood (* 8. Mai 1972 in Chetwynd, British Columbia) ist ein ehemaliger kanadischer Eishockeyspieler, der im Verlauf seiner aktiven Karriere zwischen 1990 und 2004 unter anderem 106 Spiele für die San Jose Sharks in der National Hockey League (NHL) auf der Position des Angriffsspieler bestritten hat. Darüber hinaus absolvierte Wood, der den Spielertyp des Enforcers verkörperte, annähernd weitere 350 Partien in der International Hockey League (IHL).

## Karriere
Wood spielte zunächst drei Jahre von 1989 bis 1992 in der Western Hockey League für die Seattle Thunderbirds und Swift Current Broncos. Während dieser Zeit wurde er von den San Jose Sharks im NHL Entry Draft 1991 in der dritten Runde an 45. Position ausgewählt. Dazu hatte eine erfolgreiche Saison 1990/91 beigetragen, in der er in 69 Spielen 65 Punkte, aber auch 272 Strafminuten, gesammelt hatte. In der folgenden Saison erreichte Wood noch einmal 246 Strafminuten, dieses Mal aber in lediglich 40 Partien.
Zur Saison 1992/93 wechselte Wood in den Profibereich in das Franchise der Sharks. Der linke Flügelspieler kam bis in die Spielzeit 1997/98 zumeist im Farmteam, den Kansas City Blades aus der International Hockey League zum Einsatz, stand aber auch immer wieder im NHL-Kader San Joses. In sechs Spielzeiten, mit Ausnahme der Saison 1993/94, in der er kein NHL-Spiel bestritt, kam er auf 106 NHL-Einsätze und 18 Punkte. Im Verlauf der Saison 1997/98 wechselte er gemeinsam mit Doug Bodger zu den New Jersey Devils, die im Austausch Ken Sutton und John MacLean nach San Jose abgaben. Dort kam Wood zu keinen weiteren NHL-Spielen und verließ Nordamerika deshalb im Sommer 2001.
Der Kanadier unterschrieb einen Vertrag Ayr Scottish Eagles in der britischen Ice Hockey Superleague, ehe er nach einem Jahr innerhalb der Liga zu den Nottingham Panthers ging. Zur Saison 2003/04 kehrte er nach Nordamerika zurück. Nach einigen Einsätzen für diverse Mannschaften in unterschiedlichen Minor Leagues beendete er im Sommer 2004 schließlich seine Karriere. 

## Karrierestatistik
(Legende zur Spielerstatistik: Sp oder GP = absolvierte Spiele; T oder G = erzielte Tore; V oder A = erzielte Assists; Pkt oder Pts = erzielte Scorerpunkte; SM oder PIM = erhaltene Strafminuten; +/− = Plus/Minus-Bilanz; PP = erzielte Überzahltore; SH = erzielte Unterzahltore; GW = erzielte Siegtore; 1 Play-downs/Relegation; Kursiv: Statistik nicht vollständig)